# Józef Ejczun
Józef Ejczun (ur. 24 maja 1894 w Januszewiczach, zm. wiosną 1940 w Charkowie) – kapitan administracji (artylerii) Wojska Polskiego, kawaler Orderu Virtuti Militari, ofiara zbrodni katyńskiej.

## Życiorys
Syn Apolinarego i Anny z Kowalewskich pochodzących z Leżajska. Ukończył gimnazjum w Kownie, a następnie studiował prawo na uniwersytecie w Charkowie. W związku z powołaniem w 1916 roku do armii rosyjskiej, zmuszony został przerwać naukę. Ukończył szkołę wojskową w Tyflisie i w stopniu podporucznika służył w armii do końca 1917 roku. Po jej opuszczeniu pracował w Komitecie ds. Uchodźców. We wrześniu 1918 roku powrócił do swojej posiadłości na Litwie Kowieńskiej, gdzie pracował społecznie. Następnie przyłączył się do POW (Okręg Kowno). Po niedługim czasie został mianowany komendantem X Obwodu Olita. Józef Ejczun odznaczył się wspaniałymi zdolnościami organizacyjnymi oraz wyczuciem sytuacji politycznej, co miało duży wpływ na odzyskanie okolic Olity przez Rzeczpospolitą. Za te czyny został uhonorowany Krzyżem Srebrnym Orderu Wojskowego Virtuti Militari. We wniosku o nadanie tego odznaczenia napisano, m.in.:

Józef Ejczun był jednym z najbardziej oddanych członków POW. Obwód, którego został komendantem, pomimo trudnych warunków, zorganizował doskonale. Umiejętnie prowadził pracę wywiadowczą, świetnie ochraniał organizację. W dniu wybuchu powstania umiejętnymi zarządzeniami zdołał uniknąć przykrych dla POW następstw. Po aresztowaniu zbiegł z konwoju.

Od 1919 roku został przyjęty do Wojska Polskiego i przydzielony jako adiutant do Zarządu Parku i Warsztatów Wojsk Kolejowych nr 2 (2 pułk kolejowy). Został mianowany porucznikiem artylerii ze starszeństwem z dniem 1 czerwca 1919 roku. Z dniem 1 stycznia 1922 roku mianowany na porucznika. Od 1923 roku służył w 19 pułku artylerii polowej. W 1925 roku został przeniesiony na stanowisko oficera kadry 3 Oddziału Służby Artylerii, a następne 3 Oddziału Służby Uzbrojenia w Grodnie. Od 1928 roku służył w 29 pułku artylerii polowej. Awansowany do stopnia kapitana ze starszeństwem z dniem 1 stycznia 1931 roku. Później, w tym samym stopniu i starszeństwie, został przeniesiony do korpusu oficerów administracji, grupa administracyjna. W marcu 1939 był adiutantem pułku.
W czasie kampanii wrześniowej 1939 – po agresji ZSRR na Polskę – w nieznanych okolicznościach dostał się do niewoli sowieckiej. Przebywał w obozie jenieckim w Starobielsku. Wiosną 1940 został zamordowany przez funkcjonariuszy NKWD w Charkowie i pogrzebany potajemnie w bezimiennej mogile zbiorowej w Piatichatkach, gdzie od 17 czerwca 2000 mieści się oficjalnie Cmentarz Ofiar Totalitaryzmu w Charkowie. Figuruje na Liście Starobielskiej NKWD, pod poz. 3863.
5 października 2007 minister obrony narodowej Aleksander Szczygło mianował go pośmiertnie na stopień majora. Awans został ogłoszony 9 listopada 2007 w Warszawie, w trakcie uroczystości „Katyń Pamiętamy – Uczcijmy Pamięć Bohaterów”.

## Ordery i odznaczenia
- Krzyż Srebrny Orderu Wojskowego Virtuti Militari[15][2] nr 5852 – 20 listopada 1922[5][16]
- Krzyż Niepodległości – 10 października 1931[17][18]
- Srebrny Krzyż Zasługi – 19 marca 1935[19]
- Medal Pamiątkowy za Wojnę 1918–1921[2]
- Medal Dziesięciolecia Odzyskanej Niepodległości[2]

## Upamiętnienie
13 kwietnia 2016, w ramach akcji „Katyń... pamiętamy” / „Katyń... Ocalić od zapomnienia”, w ogrodzie Pałacu Prezydenckiego został zasadzony Dąb Pamięci poświęconego wszystkim Ofiarom Zbrodni Katyńskiej, certyfikat z numerem 1.